# 알렉산더 그로텐디크
알렉산더 그로텐디크(독일어: Alexander Grothendieck IPA: [ˌalɛˈksandɐ  ˈɡroːtn̩diːk], 프랑스어: Alexandre Grothendieck 알렉상드르 그로텐디크[*] 프랑스어 발음: [alɛksɑ̃dʁ ɡʁɔtɛndik], 1928년 3월 28일 ~ 2014년 11월 13일)는 독일 태생의 수학자다. 함수해석학과 호몰로지 대수학, 대수기하학에서 뛰어난 업적을 남겼으며, 특히 호몰로지 대수학과 대수기하학에서 매우 추상적인 관점을 도입하였다. 1966년 필즈상을 수상하였으며, 1988년에는 또 다른 필즈상 수상자인 수학자 피에르 들리뉴와 함께 크라포르드상의 수상자로 결정되었으나, 본인이 윤리적인 문제를 들어 수상을 거절하였다.

## 생애

### 유년기
그로텐디크는 1928년 3월 28일 독일 베를린에서 우크라이나 출신의 유대인 아버지와 함부르크 출신의 독일계 개신교 신자인 어머니 아래에서 태어났다. 그로텐디크의 아버지는 알렉산드르 샤피로(러시아어: Александр Шапиро, 독일어: Alexander Schapiro 알렉산더 샤피로[*]), 어머니는 항카 그로텐디크(독일어: Hanka Grothendieck)이었다. 그로텐디크는 아버지 대신 어머니의 성을 사용하였다. 양친은 모두 아주 혁명적인 사회주의자였다.
제2차 세계 대전의 격동기 때문에 그로텐디크는 불운한 어린 시절을 보냈다. 1933년까지 그로텐디크는 양친과 함께 베를린에서 살았으나, 그해 연말 아버지는 파리로 이사를 했으며, 어머니는 그 이듬해에 파리로 이주했다. 그로텐디크는 부모를 따라가지 못하고 함부르크에 남아서 다른 친척들의 집에서 머물며 학교를 다녔다. 그로텐디크의 부모는 한편 그 당시 스페인 내전에서 사회주의자 측의 전투요원으로 전쟁터에 자원해서 싸우고 있었다. 그 후, 1939년, 그로텐디크는 독일의 유대인 학대를 피해 어머니와 함께 프랑스 곳곳의 유대인 피난 캠프를 떠돌아 다니면서 생활했다. 그로텐디크의 아버지는 1942년, 독일의 나치 정권에 의해 아우슈비츠 수용소로 보내졌으며 그 해에 사망하였다.
어린 그로텐디크는 1940년 어머니와 함께 환경이 몹시 열악한 리외크로(프랑스어: Rieucros) 수용소로 보내졌다. 그 후 그는 유대인 강제수용소를 전전하게 되는데, 프랑스 유대인 강제수용소에서의 가혹한 환경 속에서 신체적 공격까지 받으며 극도로 어려운 생활을 했다. 그는 수용소에서 대부분의 생활을 혼자 보냈는데, 그 때의 시간을 수용소 생활이 준 선물로 여겼다. '고독한 시간은 다른 사람과 전혀 소통하지 않고도 생각을 만들고 개념을 이끌어내는 방법을 가르쳐주었다.'

### 청년기와 교육
그 후 그로텐디크는 르샹봉쉬르리뇽(프랑스어: Le Chambon-sur-Lignon)으로 피신하고, 현지 학교인 콜레주 세베놀(Collège Cévenol)에 다니면서 바칼로레아에 합격했다. 그가 받은 공교육은 아주 부실했지만 그는 '야망이 컸고 수학에 깊은 열정을 느꼈다.' 알렉산더는 수학 교과서에 나오는 진부하고 반복적인 문제들이 너무도 싫어 스스로 흥미로워 보이는 문제를 만들고 그것을 푸는 데 많은 시간을 쏟았다. 그리고 흥미를 느끼지 못하는 기타 공부는 싹 무시하는 버릇을 키웠다. 특히 콜레주 세베놀의 수학 교과서에 나오는 교과서에 길이, 넓이, 부피의 정의를 제대로 내린 게 없다는 점이 그의 가장 큰 불만이었다. 그는 이러한 '실제 세계에 바탕을 둔 문제들'을 고민하면서 르베그가 수십 년 전에 '르베그 측도와 적분 이론'이란 이름으로 정립한 측도 이론을 순전히 혼자 힘으로 도출해냈다. 그는 후에 이 사실을 몽펠리에 대학교에 입학하고 나서야 알았다.
제2차 세계 대전이 독일의 패배로 막을 내린 후, 젊은 그로텐디크는 프랑스 몽펠리에 대학교에서 수학 공부를 시작하였다. 그는 미적분을 가르친 술라(Soula)교수에게 수학계에서 일어난 발견에 대해 물어보았는데, “수학 분야에 남아있던 마지막 공개 문제들은 르베그라는 사람이 모두 풀었다”는 대답을 들었다. 이것은 사실이 아니었고, 그는 이 말에 전혀 낙담하지 않았다. 대학에서의 수학 공부를 시작한 이후, 그로텐디크의 뛰어난 수학적 능력은 여러 교수들의 눈에 띄었고, 이들의 추천으로 1948년, 그로텐디크는 더 심도있는 수학 공부를 위해 프랑스 파리로 가게 되었다.

### 연구 경력
파리에서 그로텐디크는 프랑스의 유망한 수학자 집단과 어울리면서 수학 공부를 계속했다. 그러나 그는 협력 연구에는 잘 맞지 않았는데, 그 이유는 다른 수학자들이 '합의를 통해' 참이라고 간주하는 개념들을 그대로 받아들이기 싫어했고, 그 개념들을 직접 증명하면서 나아가려고 했기 때문이다. 또 그는 야심이 매우 커서 쉬운 길을 가기보다는 어려운 문제를 붙들고 늘어지는 것을 좋아했고 '모든 것을 무척 힘들게 노력해서 얻었다.' 그는 그때의 기분을, 동료 수학자들에게 수학은 아주 손쉬운 것처럼 보인 반면 자신은 '느릿느릿 굴을 파며 산으로 올라가는 것처럼'느꼈다고 회고했다. 그러나 그는 또한 다음과 같이 회고했다.
그 집단에서 매우 뛰어났던 사람들은 유능하고 저명한 수학자가 되었다. 그러나 30~35년이 지난 후 나는 그들이 우리 시대 수학에 정말로 심오한 족적을 남기지 못했다는 걸 알게 되었다.

그로텐디크가 어울린 수학자 집단에는 앙리 카르탕, 클로드 슈발레, 앙드레 베유, 장피에르 세르, 로랑 슈바르츠가 속해 있었다.
당시 프랑스에서 가장 뛰어난 수학자들 중 한 사람은 해석학 분야의 로랑 슈바르츠 (필즈상 수상자)였고, 그로텐디크는 슈바르츠의 지도아래 1950년부터 함수해석학을 공부하였다. 그로텐디크는 곧 위상 벡터 공간에 대한 세계적인 전문가가 되었으나, 몇 년 뒤 그로텐디크는 이에 흥미를 잃고 1957년부터 대수기하학과 호몰로지 대수학으로 관심을 돌렸다.

### 정치적 성향과 IHÉS의 설립
그로텐디크는 몸소 겪은 끔찍한 제2차 세계 대전중의 어린 시절에 큰 영향을 받아, 극좌파적 정치성향과 평화주의적인 정치 성향을 보였다. 그로텐디크는 이러한 정치 성향으로 인해 베트남 전쟁 중, 일종의 반전 시위로 미군의 공중 폭격이 가해지고 있던 베트남의 하노이 근교의 숲속에서 범주론 세미나를 연 적도 있었다.
1958년에 그로텐디크는 프랑스의 부유한 수학자였던 장 디외도네의 지원으로 프랑스 파리에 고등 수학 연구소인 IHÉS를 설립하였다. 그러나 그로텐디크는 자신이 설립한 이 기관에서 1970년에 갑자기 떠났다. (《마리 숲 대수기하학 세미나》 1권의 서문에서 프랑스어로 이유를 작성하였다.) 그것은 바로, 순수한 학문 연구기관인 IHÉS에, 프랑스 국방부의 군사용 연구자금이 일부 들어왔기 때문에 이에 항의하는 뜻이었다. 그 이유로 그는 잠시 학계를 떠났다가, 제2차 세계 대전 이후 그가 처음으로 수학 공부를 본격적으로 시작했었던 몽펠리에 대학으로 가서 교편을 잡았다. 그는 몽펠리에에서 1988년까지 몸담았다.

### 은퇴와 은둔
그로텐디크는 1988년에 학계를 완전히 떠나면서 그는 프랑스 아리에주주의 작은 농촌 마을 라세르(프랑스어: Lasserre)에서 농사를 지으며 소일하겠다며 모든 것을 버리고 자취를 감추었다. 같은 해에 크라포르드상을 수상하였으나, 그로텐디크는 윤리적인 이유를 들고 이를 거절하였다. 그의 학계에 대한 비판은 그가 1988년, 크라포르드상(Crafoord Prize)의 수상을 거절하는 이유로 쓴 편지 (영문)에서 잘 읽어볼 수 있다.
2014년 11월 14일 아리에주주 생지롱(프랑스어: Saint-Girons)의 한 병원에서 86세의 나이로 사망하였다.

## 업적
그로텐디크가 대수기하학을 시작했을 무렵, 이미 대수기하학은 점점 더 추상화되는 현상을 보였다. 층 이론이 오카 기요시와 장 르레에 의해서 만들어진 이후, 장피에르 세르에 의해서 호몰로지 대수학과 층 이론은 대수기하학에도 이미 적용되고 있었다. 그로텐디크가 대수기하학에서 이룬 업적은 그로텐디크 이전의 대수기하학 이론보다 훨씬 더 추상화되었다. 그로텐디크는 호몰로지 대수학에서 유도 함자의 개념을 정의하여 더욱 고차원으로 추상화했다.

### 스킴
그로텐디크는 기존의 대수다양체의 개념을 스킴으로 일반화하였고, 스킴의 언어로 대수기하학을 재서술하였다. 단순히 용어를 바꾸는 것을 넘어, 그로텐디크는 호몰로지 대수학의 기술을 스킴 이론에 철저하게 적용시켜, 스킴 이론의 기법으로 고전적인 대수기하학의 문제들을 새롭게 증명하거나, 혹은 새로운 문제들을 해결하였다.
고전적 대수다양체의 이론과 그로텐디크의 스킴 이론의 차이는 크게 두 가지다.
- 스킴은 닫히지 않은 점들을 포함할 수 있다. 고전적 대수기하학에서는 엄밀히 정의되지 않은 "일반점"의 개념이 사용되었는데, 그로텐디크는 일반점의 개념을 엄밀히 하기 위하여 고전적인 자리스키 위상에 닫혀 있지 않은 점을 추가하였고, 이로부터 함수환의 모든 소 아이디얼이 점에 대응해야 한다는 점을 깨달았다.
- 스킴은 다항식환의 몫환 말고도 가환환으로 정의될 수 있다. 따라서 스킴 이론의 틀 안에서는 기존의 대수기하학에서는 사용될 수 없었던 멱영원들까지도 사용할 수 있게 되었고, 이것은 일종의 무한소의 개념을 순전히 대수적인 방법으로 기술할 수 있게 되었다.

그로텐디크는 스킴 이론을 대수기하학에 도입함으로써 정수론과 대수기하학을 하나의 관점으로 통합하였다. 오늘날 스킴 이론은 대수기하학을 비롯하여 정수론, 갈루아 이론, 가환대수학, 대수적 위상수학 등을 일관적으로 다룰 수 있게 하였고, 반대로 대수기하학의 발전이 저런 각각의 수학 분야들에 대해서도 기여할 수 있게 되었다. 이러한 통합적인 관점은 D가군과 같은 새로운 분야의 발달에도 기여하였다.

### 상대적 관점
그로텐디크는 개개의 대수다양체를 개별적으로 연구할 것이 아니라, 상대적 관점(영어: Grothendieck’s relative point of view) 즉, 대수다양체들 사이의 함수 또는 사상을 연구하는 것이 더 중요하다고 생각하였고, 이러한 상대적 관점을 사용하여 기존의 여러 정리들을 일반화하고 확장했다.
상대적 관점으로 얻은 결과 가운데 하나는 1956년 경에 얻어낸 리만-로흐 정리의 일반화이다. 리만-로흐 정리는 프리드리히 히르체브루흐에 의해서 고차원의 대수다양체의 경우로 확장이 되어 있었는데 (히르체브루흐-리만-로흐 정리), 그로텐디크는 이를 더욱 일반화하여 그로텐디크-리만-로흐 정리(Grothendieck-Riemann-Roch theorem)을 얻었다. 이 결과는 1957년, 독일 본에서 있었던 《아르바이츠타궁》(독일어: Arbeitstagung)에서 발표되었으며, 차후에 아르망 보렐과 장피에르 세르와 함께 쓴 논문에서 출판되었다. 이는 아티야-싱어 지표 정리의 발견에 중요한 역할을 주었다.

### 모티브
그로텐디크는 모티브의 개념을 정의하였고, 이에 대한 여러 가설을 세웠다. 그로텐디크의 가설들은 수학을 관둔 이후 수십 년간 많은 수학자들이 연구 방향을 잡는 이정표 역할을 해 주었다. 블라디미르 보예보츠키는 2002년 모티브에 대한 일부 가설들을 증명하였고, 이 공로로 필즈상을 수상하였다.

### 에탈 코호몰로지
앙드레 베유는 대수다양체의 위상수학적인 성질과 정수론적인 성질 사이의 베유 추측을 발표하였고, 이를 새로운 코호몰로지 이론을 통해 증명할 수 있음을 보였다. 그러나 베유 자신은 이러한 코호몰로지 이론을 정의하지 못했다.
그로텐디크는 자리스키 위상을 대체하여, 에탈 코호몰로지를 도입하였고, 이를 사용하여 베유 추측의 상당 부분을 증명하였다. 1970년대 초반에 그로텐디크의 제자인 피에르 들리뉴는 에탈 코호몰로지를 사용하여 베유 가설을 완전히 증명하였고, 이 업적으로 필즈상을 수상하였다.

## 저서
그로텐디크의 논문과 강연들은 대부분 일반 저널에 출판되지 않고, 대신 《대수기하학 원론》(프랑스어: Éléments de géométrie algébrique, 약자 ÉGA) 및 《마리 숲 대수기하학 세미나》(프랑스어: Séminaire de géométrie algébrique du Bois Marie, 약자 SGA) 등으로 모아졌다.

### 대수기하학 원론
《대수기하학 원론》(프랑스어: Éléments de géométrie algébrique, 약자 ÉGA)은 그로텐디크와 장 디외도네가 쓴, 스킴과 층을 일관적으로 사용한, 대수기하학의 기초를 체계적으로 다루는 교재이다. 총 13권이 계획되었으나, 오직 1권~4권만이 출판되었다.
| 권 | 제목                                         | 원어 제목                                                   | 인용               |
| -- | -------------------------------------------- | ----------------------------------------------------------- | ------------------ |
| 1  | 스킴의 언어                                  | Le langage des schémas                                      | 1판, 2판           |
| 2  | 일부 사상들의 종류에 대한 기초적 대역적 이론 | Étude globale élémentaire de quelques classes de morphismes | [ 3 ]              |
| 3  | 연접층의 코호몰로지 이론                     | Étude cohomologique des faisceaux cohérents                 | 1부, 2부           |
| 4  | 스킴과 스킴 사상의 국소적 이론               | Étude locale des schémas et des morphismes de schémas       | 1부, 2부, 3부, 4부 |

### 마리 숲 대수기하학 세미나
《마리 숲 대수기하학 세미나》(프랑스어: Séminaire de géométrie algébrique du Bois Marie, 약자 SGA)는 그로텐디크가 IHÉS에서 1960년~1966년에 개최한 일련의 수학 세미나이다. 이 세미나에서는 그로텐디크의 공동 연구자들이 최신 연구 결과를 발표하였으나, 이들은 통상적인 연구 저널에 출판되지 않았고, 세미나 노트는 처음에는 IHÉS에서 출판되다가 결국 슈프링어 출판사에서 총 12권으로 출판되었다. 제목의 마리 숲(프랑스어: Bois Marie)은 IHÉS 근처의 작은 숲의 이름이다.
| 권 | 제목                                               | 원어 제목                                                                              | 저자·편집자                                         | 인용          |
| -- | -------------------------------------------------- | -------------------------------------------------------------------------------------- | --------------------------------------------------- | ------------- |
| 1  | 에탈 덮개와 기본군                                 | Revêtements étales et groupe fondamental                                               | 그로텐디크                                          | [ 10 ]        |
| 2  | 연접층의 국소 코호몰로지와 국소·대역적 렙셰츠 정리 | Cohomologie locale des faisceaux cohérents et théorèmes de Lefschetz locaux et globaux | 그로텐디크                                          | [ 11 ]        |
| 3  | 군 스킴 (총 3권)                                   | Schémas en groupes                                                                     | 드마쥐르(프랑스어: Michel Demazure), 그로텐디크     | 1권, 2권, 3권 |
| 4  | 토포스 이론과 스킴의 에탈 코호몰로지 (총 3권)      | Théorie des topos et cohomologie étale des schémas                                     | 아틴, 그로텐디크, 베르디에                          | 1권, 2권, 3권 |
| 4½ | 에탈 코호몰로지                                    | Cohomologie étale                                                                      | 들리뉴                                              | [ 18 ]        |
| 5  | L진 코호몰로지와 L-함수                            | Cohomologie l-adique et fonctions L                                                    | 그로텐디크                                          | [ 19 ]        |
| 6  | 교차 이론과 리만-로흐 정리                         | Théorie des intersections et théorème de Riemann-Roch                                  | 베르틀로, 그로텐디크, 일뤼지(프랑스어: Luc Illusie) | [ 20 ]        |
| 7  | 대수기하학의 모노드로미 군 (총 2권)                | Groupes de monodromie en géométrie algébrique                                          | 그로텐디크, 들리뉴, 캐츠(영어: Nicholas Katz)       | 1권, 2권      |

## 같이 보기
- 단체 준군
- 람다 환
- 아벨 범주
- 대수기하학
- 천 특성류
- 내림 데이터
- 탁월한 가환환
- K이론
- 힐베르트 스킴
- 나카이 추측
- 스킴 (수학)
- 층 코호몰로지
- 스택 (수학)
- 베유 추측

## 참고 문헌
1. ↑  Grothendieck, Alexandre; Dieudonné, Jean (1960). “Éléments de géométrie algébrique: I. Le langage des schémas”. 《Publications Mathématiques de l’IHÉS》 (프랑스어) 4. doi:10.1007/bf02684778. ISSN 0073-8301. MR 0217083. 2016년 3월 6일에 원본 문서에서 보존된 문서. 2015년 8월 10일에 확인함.
2. ↑  Grothendieck, Alexandre; Dieudonné, Jean (1971). 《Éléments de géométrie algébrique: I. Le langage des schémas》. Grundlehren der Mathematischen Wissenschaften (프랑스어) 166 2판. Springer. ISBN 978-3-540-05113-8.
3. ↑  Grothendieck, Alexandre; Dieudonné, Jean (1961). “Éléments de géométrie algébrique: II. Étude globale élémentaire de quelques classes de morphismes”. 《Publications Mathématiques de l’IHÉS》 (프랑스어) 8. doi:10.1007/bf02699291. ISSN 0073-8301. MR 0217084. 2017년 1월 12일에 원본 문서에서 보존된 문서. 2015년 8월 10일에 확인함.
4. ↑  Grothendieck, Alexandre; Dieudonné, Jean (1961). “Eléments de géométrie algébrique: III. Étude cohomologique des faisceaux cohérents, première partie”. 《Publications Mathématiques de l’IHÉS》 11. doi:10.1007/bf02684274. ISSN 0073-8301. MR 0217085. 2016년 3월 3일에 원본 문서에서 보존된 문서. 2015년 8월 10일에 확인함.
5. ↑  Grothendieck, Alexandre; Dieudonné, Jean (1963). “Éléments de géométrie algébrique: III. Étude cohomologique des faisceaux cohérents, seconde partie”. 《Publications Mathématiques de l’IHÉS》 17. doi:10.1007/bf02684890. ISSN 0073-8301. MR 0163911. 2016년 4월 19일에 원본 문서에서 보존된 문서. 2015년 8월 10일에 확인함.
6. ↑  Grothendieck, Alexandre; Dieudonné, Jean (1964). “Éléments de géométrie algébrique: IV. Étude locale des schémas et des morphismes de schémas, Première partie”. 《Publications Mathématiques de l’IHÉS》 20. doi:10.1007/bf02684747. ISSN 0073-8301. MR 0173675. 2016년 3월 4일에 원본 문서에서 보존된 문서. 2015년 8월 10일에 확인함.
7. ↑  Grothendieck, Alexandre; Dieudonné, Jean (1965). “Éléments de géométrie algébrique: IV. Étude locale des schémas et des morphismes de schémas, Seconde partie”. 《Publications Mathématiques de l’IHÉS》 (프랑스어) 24. doi:10.1007/bf02684322. ISSN 0073-8301. MR 0199181. 2016년 3월 3일에 원본 문서에서 보존된 문서. 2015년 8월 10일에 확인함.
8. ↑  Grothendieck, Alexandre; Dieudonné, Jean (1966). “Éléments de géométrie algébrique: IV. Étude locale des schémas et des morphismes de schémas, Troisième partie”. 《Publications Mathématiques de l’IHÉS》 (프랑스어) 28. doi:10.1007/bf02684343. ISSN 0073-8301. MR 0217086. 2016년 3월 3일에 원본 문서에서 보존된 문서. 2015년 8월 10일에 확인함.
9. ↑  Grothendieck, Alexandre; Dieudonné, Jean (1967). “Éléments de géométrie algébrique: IV. Étude locale des schémas et des morphismes de schémas, Quatrième partie”. 《Publications Mathématiques de l’IHÉS》 (프랑스어) 32. doi:10.1007/bf02732123. ISSN 0073-8301. MR 0238860. 2016년 3월 3일에 원본 문서에서 보존된 문서. 2015년 8월 10일에 확인함.
10. ↑  Grothendieck, A., 편집. (1971). 《Séminaire de géométrie algébrique du Bois Marie 1960–61. Revêtements étales et groupe fondamental (SGA 1)》. Lecture Notes in Mathematics (프랑스어) 224. Springer. arXiv:math/0206203. Bibcode:2002math......6203G. doi:10.1007/BFb0058656. ISBN 978-3-540-05614-0. ISSN 0075-8434.
11. ↑  Grothendieck, A., 편집. (1968). 《Séminaire de géométrie algébrique du Bois Marie 1962. Cohomologie locale des faisceaux cohérents et théorèmes de Lefschetz locaux et globaux (SGA 2)》. Advanced Studies in Pure Mathematics (프랑스어) 2. North-Holland. arXiv:math/0511279. Bibcode:2005math.....11279G.
12. ↑  Demazure, M.; Grothendieck, A., 편집. (1970). 《Séminaire de géométrie algébrique du Bois Marie 1962–64. Schémas en groupes (SGA 3). Tome 1》. Lecture Notes in Mathematics (프랑스어) 151. Springer. doi:10.1007/BFb0058993. ISBN 978-3-540-05179-4. ISSN 0075-8434.
13. ↑  Demazure, M.; Grothendieck, A., 편집. (1970). 《Séminaire de géométrie algébrique du Bois Marie 1962–64. Schémas en groupes (SGA 3). Tome 2》. Lecture Notes in Mathematics (프랑스어) 152. Springer. doi:10.1007/BFb0059005. ISBN 978-3-540-05180-0. ISSN 0075-8434.
14. ↑  Michel, Demazure; Grothendieck, A., 편집. (1970). 《Séminaire de géométrie algébrique du Bois Marie 1962–64. Schémas en groupes (SGA 3). Tome 3》. Lecture Notes in Mathematics (프랑스어) 153. Springer. doi:10.1007/BFb0059027. ISBN 978-3-540-05181-7. ISSN 0075-8434.
15. ↑  Artin, M.; Grothendieck, A.; Verdier, J.-L., 편집. (1972). 《Séminaire de géométrie algébrique du Bois Marie 1963–64. Théorie des topos et cohomologie étale des schémas (SGA 4). Tome 1》. Lecture Notes in Mathematics (프랑스어) 269. Springer. doi:10.1007/BFb0081551. ISBN 978-3-540-05896-0. ISSN 0075-8434.
16. ↑  Artin, M.; Grothendieck, A.; Verdier, J.-L., 편집. (1972). 《Séminaire de géométrie algébrique du Bois Marie 1963–64. Théorie des topos et cohomologie étale des schémas (SGA 4). Tome 2》. Lecture Notes in Mathematics (프랑스어) 270. Springer. doi:10.1007/BFb0061319. ISBN 978-3-540-06012-3. ISSN 0075-8434.
17. ↑  Artin, M.; Grothendieck, A.; Verdier, J.-L., 편집. (1972). 《Séminaire de géométrie algébrique du Bois Marie 1963–64. Théorie des topos et cohomologie étale des schémas (SGA 4). Tome 3》. Lecture Notes in Mathematics (프랑스어) 305. Springer. doi:10.1007/BFb0070714. ISBN 978-3-540-06118-2. ISSN 0075-8434.
18. ↑  Deligne, Pierre (1977). 《Séminaire de géométrie algébrique du Bois Marie. Cohomologie étale (SGA 4½)》. Lecture Notes in Mathematics (프랑스어) 569. Springer. doi:10.1007/BFb0091516. ISBN 978-3-540-08066-4. ISSN 0075-8434.
19. ↑  Grothendieck, A., 편집. (1977). 《Séminaire de géométrie algébrique du Bois Marie 1965–66. Cohomologie l-adique et fonctions L (SGA 5)》. Lecture Notes in Mathematics (프랑스어) 589. Springer. doi:10.1007/BFb0096802. ISBN 978-3-540-08248-4. ISSN 0075-8434.
20. ↑  Berthelot, P.; Grothendieck, A.; Illusie, L., 편집. (1971). 《Séminaire de géométrie algébrique du Bois Marie 1966–67. Théorie des intersections et théorème de Riemann–Roch (SGA 6)》. Lecture Notes in Mathematics (프랑스어) 225. Springer. doi:10.1007/BFb0066283. ISBN 978-3-540-05647-8. ISSN 0075-8434.
21. ↑  Grothendieck, A., 편집. (1972). 《Séminaire de géométrie algébrique du Bois Marie 1967–69. Groupes de monodromie en géométrie algébrique (SGA 7). Tome 1》. Lecture Notes in Mathematics (프랑스어) 288. Springer. doi:10.1007/BFb0068688. ISBN 978-3-540-05987-5. ISSN 0075-8434.
22. ↑  Deligne, P.; Katz, N. (1973). 《Séminaire de géométrie algébrique du Bois Marie 1967–69. Groupes de monodromie en géométrie algébrique (SGA 7). Tome 2》. Lecture Notes in Mathematics (프랑스어) 340. Springer. doi:10.1007/BFb0060505. ISBN 978-3-540-06433-6. ISSN 0075-8434. MR 0354657.

- 악젤, 아미르 D. (2008년 11월). 《수학이 사랑한 예술》. 이충호 역. 알마. ISBN 978-8992525398.
  - Aczel, Amir D. (2006년 8월). 《The artist and the mathematician: the story of Nicolas Bourbaki, the genius mathematician who never existed》 (영어). Thunder’s Mouth. ISBN 978-1560259312.
- Koblitz, Neal (2013년 4월). “Grothendieck’s 1967 Lectures in the Forest in Vietnam”. 《The Mathematical Intelligencer》 (영어) 35 (2). doi:10.1007/s00283-013-9368-6. ISSN 0343-6993.
- Jackson, Allyn (2004년 10월). “Comme appelé du néant — as if summoned from the void: the life of Alexandre Grothendieck (part 1)” (PDF). 《Notices of the American Mathematical Society》 (영어) 51 (9): 1038–1056.
- Jackson, Allyn (2004년 11월). “Comme appelé du néant — as if summoned from the void: the life of Alexandre Grothendieck (part 2)” (PDF). 《Notices of the American Mathematical Society》 (영어) 51 (10): 1196–1212.